# Nijmeegse Vierdaagse 2014
De 98e editie van de Nijmeegse Vierdaagse ging van start op dinsdag 15 juli 2014.
Uiteindelijk schreven 53.844 mensen zich in voor deze 98ste editie. Voor de tocht mochten maximaal 46.000 mensen zich inschrijven, evenveel als in 2013. Er werd geloot onder alle deelnemers die voor het eerst willen gaan deelnemen en niet meededen met het programma van ViaVierdaagse of geboren waren in 2002.

## Routewijzigingen
Na de ingebruikname van stadsbrug 'de Oversteek' over de Waal en de daarop aansluitende S100, de beoogde nieuwe ringweg rond Nijmegen, moesten ook de Vierdaagseroutes staduitwaarts op de tweede, derde en vierde wandeldag gewijzigd worden.
De S100 dient zo open mogelijk blijven voor het doorgaand autoverkeer. De wandelaars kunnen dan niet meer gebruikmaken van de Scheidingsweg en Grootstalselaan, die deel uitmaken van de S100.
De volgende routewijzigingen zijn in ieder geval voor dit jaar van kracht:
Militaire route 40 km vanaf kamp Heumensoord:
Beukenlaan – S100 (Scheidingsweg) oversteken – Driehuizerweg – Kwekerijweg - Houtlaan →
Burgerroutes vanaf de Wedren:
Heijendaalseweg linkerzijde ter hoogte van campus – Houtlaan →
→ St. Annastraat oversteken – Van Peltlaan – Einsteinstraat – Sint Jacobslaan oversteken – Einsteinstraat – 2e Marconistraat – Edisonstraat – Nieuwe Mollenhutseweg – S100 (Grootstalselaan) oversteken – Malderburchtstraat –> traditionele route vervolgen
Op dag 2
Andere kleine routewijzigingen zijn in de 98ste Vierdaagse voorzien op dag 2, de Dag van Wijchen, bij terugkomst in Nijmegen:
Na Sluis Weurt – fietspad linkerzijde (Sprengenpad) – Weurtseweg fietspad tot voorbij de verkeerslichten – Weurtseweg vervolgen onder het viaduct Oversteek – rechtsaf Mercuriusstraat – Kanaalstraat → traditionele route vervolgen
En op dag 4, de Dag van Cuijk:
vanuit Overasselt over Maasbandijk richting Heumen – voor A73 scheiden 30 km en 40 km route van elkaar, 40 km rechtsaf via fietspad de Heumensebrug over de Maas over richting Linden; 30 km route linksaf tot aan Overasseltseweg (N846) – rechtsaf onder A73 door – Dorpsstraat – Oude Boterdijk – via fietspad naar Jan J. Ludenlaan → traditionele route vervolgen.

## Barometer
| Inschrijvingen                   | 53.844 |
| Ingeloot                         | 46.000 |
| Aangemeld op zondag en maandag   | 43.013 |
| Vierdaagse gestart               |        |
| 1e dag uitgevallen               | 715    |
| 1e dag uitgelopen                | 42.298 |
| 2e dag niet gestart/ uitgevallen | 1.188  |
| 2e dag uitgelopen                | 41.110 |
| 3e dag niet gestart/ uitgevallen | 973    |
| 3e dag uitgelopen                | 40.137 |
| 4e dag niet gestart/ uitgevallen | 227    |
| Vierdaagse uitgelopen            | 39.910 |

## Intocht
Door de vliegramp van de dag ervoor heeft de intocht dag op laatste dag van de Vierdaagse een uiterst sober karakter. Er is geen muziek en alle Nederlandse vlaggen langs de route hangen halfstok. Zo betuigen de deelnemers en organisatie medeleven aan nabestaanden van de vliegramp. De Vierdaagselopers krijgen geen gladiolen van  burgemeester Hillenaar van Cuijk. In die plaats woonden vier slachtoffers. De Vierdaagselopers worden wel op gepaste wijze geëerd.

## Trivia
- Er doen deelnemers met 70 verschillende nationaliteiten mee aan deze vierdaagse.
- Tijdens deze editie doen 17 rolstoeldeelnemers mee.
- Het record van Annie Berkhout werd verbroken door Bert van der Lans die voor de 67ste maal de Vierdaagse uit liep.[4]